# 預託証券
預託証券(よたくしょうけん、英:Depositary Receipt)とは、代替証券の一種で、信託銀行等が海外企業が本国で発行した株式の預託を受けて、発行するものである。これを証券取引所に上場することにより、海外企業は直接上場せずに、第三国での資金調達が可能となる。投資家にとっては、自国の証券取引所において自国通貨によって、海外企業の株式を取得するのとほぼ同じ権利(配当の受取や議決行使権)享受したり、それを売買することが可能となる。各国において株式に関する規制や制度が異なり、海外からの上場が難しい場合や資金調達を容易に行いたい場合などに、用いられる手段である。
最も有名なのは、NYSEやNASDAQで取引されている米国預託証券(ADR)の事例である。他にも欧州預託証券(EDR)やドイツ無記名証券(GBC)、ロンドン証券取引所で売買されるグローバル預託証券(GDR)、香港のHKDR、シンガポールのSDR、台湾のTDRがある。日本ではアジア諸国など海外企業の上場が1990年前後をピークに減少していることから、東京証券取引所において代替手段として日本預託証券(JDR)制度の導入が予定されている。